# Termit (kemija)
Termít je zmes finega aluminijevega prahu in železovega (III) oksida (rja) v približnem razmerju 1:3. Ker ima aluminij večjo privlačnost do kisika kot železo, pri višji temperaturi steče naslednja reakcija:
{\displaystyle 2Al+Fe_{2}O_{3}\rightarrow Al_{2}O_{3}+2Fe}
Pri tej reakciji nastane tudi veliko toplote, ki povzroči taljenje železa; temperatura pa v idealnih pogojih doseže tudi do 2000 °C. Z vodo ga ni možno pogasiti.

## Uporaba
Termit je leta 1893 izumil nemški kemik Hans Goldschmidt in se je sprva uporabljal za varjenje železniških tirov (Goldschmidtov postopek). Ta postopek se še danes uporablja za varjenje velikih delov.
Precej se je uporabljal tudi med II. svetovno vojno v zažigalnih bombah, saj je zaradi visoke temperature pri reakciji sposoben prodreti skozi večino ovir. Novejša verzija termita je t. i. termat (včasih označen kot TH3) in poleg železovega oksida in aluminija vsebuje tudi barijev nitrat. Uporablja se v ameriških zažigalnih ročnih granatah.